# Reiu
Der Reiu (Reidenhofsche Bach; estnisch Reiu jõgi) ist ein 73 km langer Fluss in Estland. Er ist ein linker Nebenfluss des Pärnu und fließt sowohl auf lettischem wie auch auf estnischem Staatsgebiet.
Sein Gefälle beträgt 50 m, das Einzugsgebiet 917 km².
Der Reiu-Fluss liegt in der Pärnuer Senke. Er entspringt im 95 ha großen lettischen Quellsee Sakas (estnisch Soka) und mündet südwestlich des Dorfs Paikuse in den Pärnu, 9,1 km vor dessen Mündung in die Ostsee.
Der Fluss hat zahlreiche Nebenflüsse. Die wichtigsten sind Vaskjõgi, Lähkma, Humalaste rechterseits und die Ura linkerseits.
Der Reiu ist bekannt für seine Bachforellen, Hechte und Rotaugen.